# Txardim
Txardim (en rus: Чардым) és un poble de l'óblast de Saràtov, a Rússia, segons el cens del 2010 tenia 871 habitants. Pertany al districte municipal de Voskressénskoie.